# Burusera
Burusera (ブルセラ?) es un tipo de tienda en Japón en donde las mujeres jóvenes venden sus bragas usadas. "Buru" de "bloomers" (buruma-s en japonenglish) significa bragas, pantaletas, calzones y "sera" de "sailor fuku"(Sērā fuku en japonenglish) significa "ropa de marinero". En estas tiendas también se vende otro tipo de ropa, como uniformes escolares, chaquetas escolares, trajes de baño escolares, etc. Estas prendas de vestir comúnmente vienen acompañadas por una fotografía auténtica de las chicas llevándola puesta. Los clientes son usualmente hombres japoneses que huelen o experimentan de algún otro modo con las bragas para obtener estimulación sexual como un tipo de fetichismo. En el pasado existían máquinas de venta que expedían paquetes de bragas usadas.
Namasera (ナマセラ?) es una variante de burusera. "Nama" significa fresco. El concepto es el mismo que las burusera, pero los artículos aún siguen siendo usados por la mujer, que después se los quita y se los entrega directamente al comprador en el punto de venta.

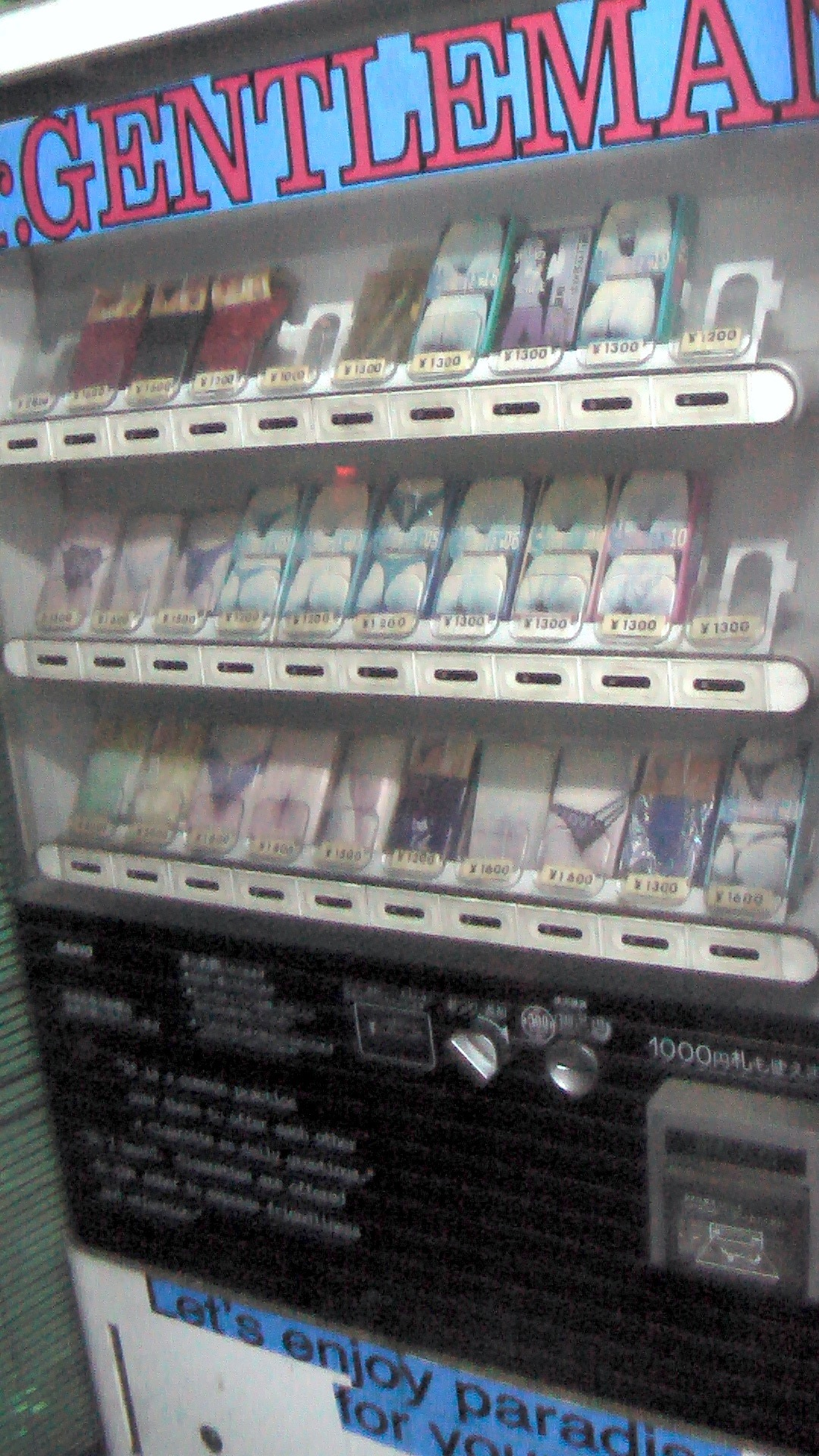
Máquina expendedora ofreciendo bragas usadas en Japón.

El precio de un par de bragas puede rondar entre los 5000-10 000 yen (entre 30 y 70 euros).
Muchas estudiantes que no han cumplido la mayoría de edad participan en la venta de sus bragas, ya sea mediante las tiendas burusera o utilizando lugares de teléfonos móviles para vender directamente a los clientes. En el 2004 muchas mujeres menores de edad (llamadas kagaseya) se vieron obligadas a abandonar la práctica por razones legales y tuvieron que dejar que sus clientes olieran entre sus piernas mientras llevaban las bragas puestas. Otras decidieron dejar sus bragas para ser vendidas junto a una fotografía de ellas mostrándolas puestas.
El fetiche de las bragas no es único de Japón, pero es el único país en donde se ha institucionalizado a tal grado.

## Burusera en España
La burusera o el fetiche por la ropa interior usada se ha extendido en occidente en los últimos años, esto ha permitido que no se trate sólo de una práctica en el continente asiático, sino que también se haga más famoso en países como España. 
En España el término burusera se ha conocido más en los últimos años gracias a mercados o páginas en línea que ofrecen una plataforma para la venta de este tipo de productos. 
Las plataformas en línea, hacen que el tipo de intercambio sea diferente a como se da en Asia, ya que este tipo de webs permite a vendedoras y compradores contactar directamente para realizar el intercambio. 
El precio de cada prenda depende de la vendedora y el número de días usados. Los precios habituales suelen ir desde los 20 a los 50€ por prenda. La venta se hace en línea, y en este caso en lugar de máquinas expendedoras, el producto se envía por correo postal.

## Famosas que venden ropa interior.
Debido a la ampliación de la sexualidad en la cultura actual, muchas personas famosas han anunciado que ponen a la venta su ropa interior usada en plataformas como Onlyfans o similares. 

### Casos famosos de personas que venden su ropa interior
- Anastasia Fields
- Daniela Blume
- Carolina Abril

- Datos: Q2725587